# Sherman County, Texas
Sherman County är ett administrativt område i delstaten Texas, USA, med 3 034 invånare (2010). Den administrativa huvudorten (county seat) är Stratford. 

## Geografi
Enligt United States Census Bureau så har countyt en total area på 2 391 km². 2 391 km² av den arean är land och 0 km² är vatten.  

### Angränsande countyn
- Texas County, Oklahoma - norr
- Hansford County - öster
- Moore County - söder
- Dallam County - väster
- Cimarron County - nordväst